# Friedrich von Dürler

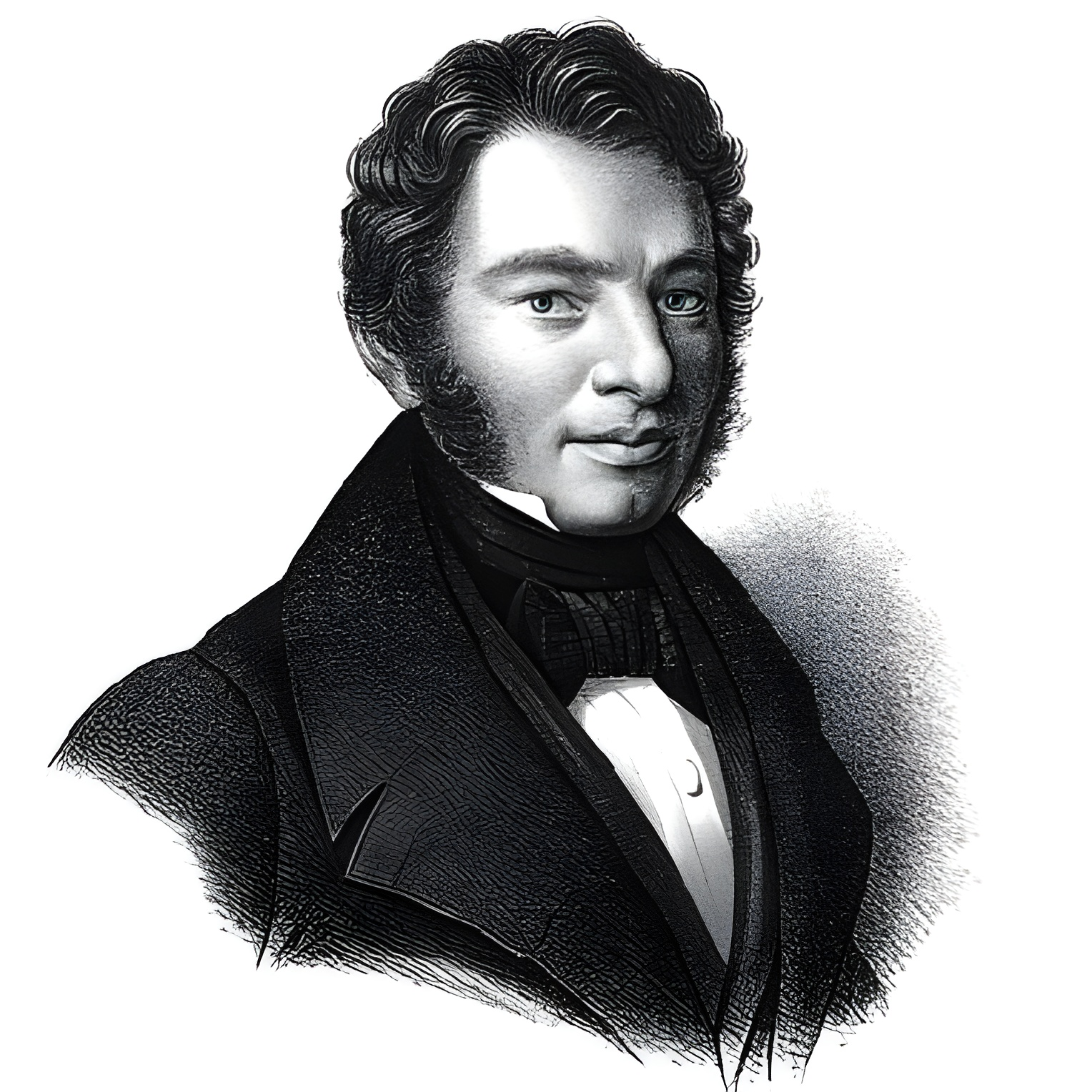
Friedrich von Dürler

Friedrich von Dürler (* 16. April 1804 in Zürich; † 8. März 1840 durch Absturz am Uetliberg) war ein Schweizer Naturforscher und Bergsteiger, dem 1837 die erste touristische Besteigung des Tödi gelang.

## Leben
Friedrich von Dürler war der Sohn des Luzerner Kaufmanns Xaver von Dürler und der Zürcherin Barbara Gossweiler. Nach dem frühen Tod des Vaters lernte er Kaufmann, gab den Beruf jedoch bald auf, um sich der Altertumsforschung und dem Turnerwesen zu widmen. Mit Ferdinand Keller, dem Gründer der Antiquarischen Gesellschaft Zürich, war er eng befreundet und nahm als Quästor der Vereinigung unter anderem an Ausgrabungen auf dem Lindenhof in Zürich und der Uetliburg teil. Zusammen mit dem Theologen Alexander Schweizer gehörte Dürler zu den frühen Förderern des Turnens nach den Ideen des deutschen Turnvaters Friedrich Ludwig Jahn. Ab 1836 amtete der Junggeselle als Sekretär der Zürcher Armenpflege. Im September 1838 wird Dürler Mitglied der Schweizerischen Naturforschenden Gesellschaft.
Am 19. August 1837 liess er sich von den Gemsjägern und Bergbauern Bernhard und Gabriel Vögeli und Thomas Thut aus Linthal auf den Glarner Tödi führen, um ihre am 11. August 1837 ausgeführte Erstbesteigung des Gipfels von Norden zu beweisen. Dürler wird heute noch durch eine Gedenktafel in Linthal geehrt.
Am 8. März 1840 stieg Dürler mit Freunden auf den Uetliberg, wo kurz zuvor das erste Restaurant eröffnet worden war. Auf Grund einer Wette rutschte er auf seinem Alpenstock eine steile Rinne hinab, stürzte über einen Felsen und starb. Die Freunde errichteten auf dem Grat östlich des heutigen Restaurants Uto Staffel einen Gedenkstein mit einer Tafel, den so genannten Dürlerstein.

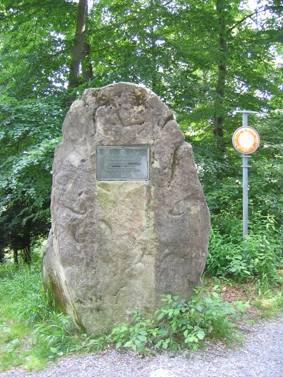
Der Dürlerstein auf dem Uetliberg bei Zürich

Inschrift:
Hier stürzte hinab und starb

Friedrich von Dürler

den VIII März MDCCCXL

Trauernde Freunde

setzten ihm diesen Stein